# Manar al-Sharif
Manar al-Sharif (Siria; 17 de julio de 1997) es una periodista y activista por la paz palestina siria.

## Biografía
Al-Sharif nació en Siria y creció en Damasco (Siria), aunque su padre era de Gaza. En 2013, se mudó con su familia a El Cairo (Egipto) debido a la guerra civil siria. Quería asistir a la universidad, pero sus padres religiosos conservadores se mostraron reacios a permitírselo. Finalmente la dieron permiso para estudiar en la Universidad Islámica de Gaza. En 2017 viajó a Gaza para estudiar periodismo en la universidad, pero abandonó después de unos meses, citando la «propaganda de Hamás» en la escuela, diciendo: «No era profesional y no era periodismo».
Al-Sharif, que había aprendido inglés por su cuenta durante años, comenzó a escribir para publicaciones estadounidenses, australianas e israelíes. Publicaba bajo seudónimo cuando escribía para publicaciones israelíes, por miedo a represalias. Escribió principalmente sobre la vida en la Franja de Gaza, en particular las luchas que enfrentan las mujeres y los niños.
Durante este tiempo, también se involucró con el Comité Juvenil de Gaza y luego pasó a formar parte de su liderazgo. En 2019, al-Sharif, con el Comité Juvenil de Gaza, organizó dos carreras ciclistas para llamar la atención sobre las luchas de la población de Gaza y como una forma de brindar recreación segura a los jóvenes de Gaza.
En abril de 2020, fue arrestada después de anunciar un evento en Zoom llamado «Skype con tu enemigo» que incluía oradores israelíes; varios de los organizadores del evento también fueron arrestados. Pasó tres meses en una prisión de mujeres. Parte de ese tiempo estuvo en régimen de aislamiento y realizó una huelga de hambre de dos semanas para protestar por las condiciones carcelarias. Quedó en libertad bajo fianza en junio de 2020. Después de su liberación, regresó a El Cairo en octubre antes de trasladarse a los Emiratos Árabes Unidos.
En 2021, fue aceptada en una universidad canadiense. En 2023, vivía en los Emiratos Árabes Unidos y todavía estaba navegando por los complejos canales diplomáticos que le permitirían asistir a la universidad en Canadá.